# Ringwade

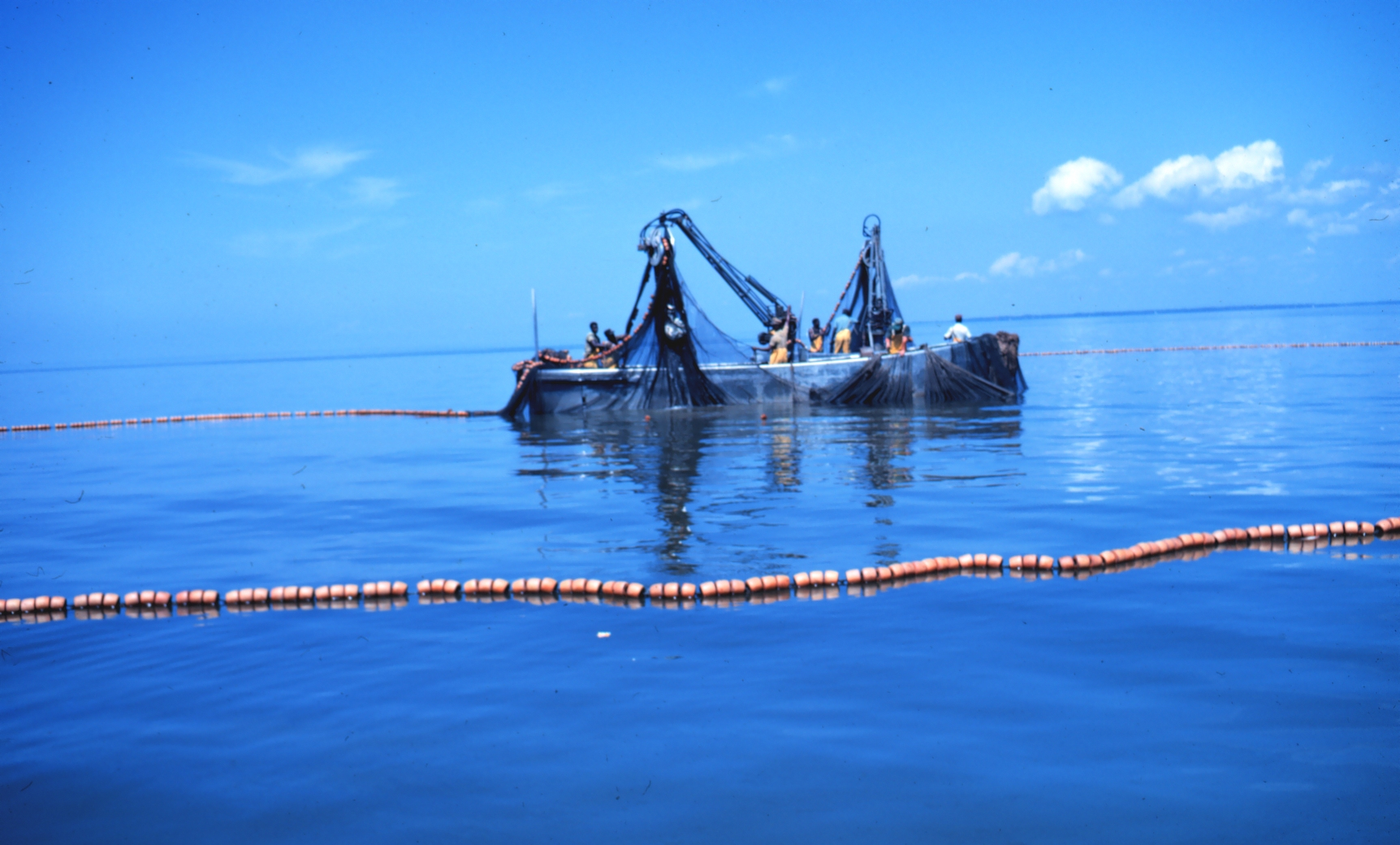
Ein Ringwadennetz beim Fang eines Schwarms Menhaden (Heringsartige Fische)

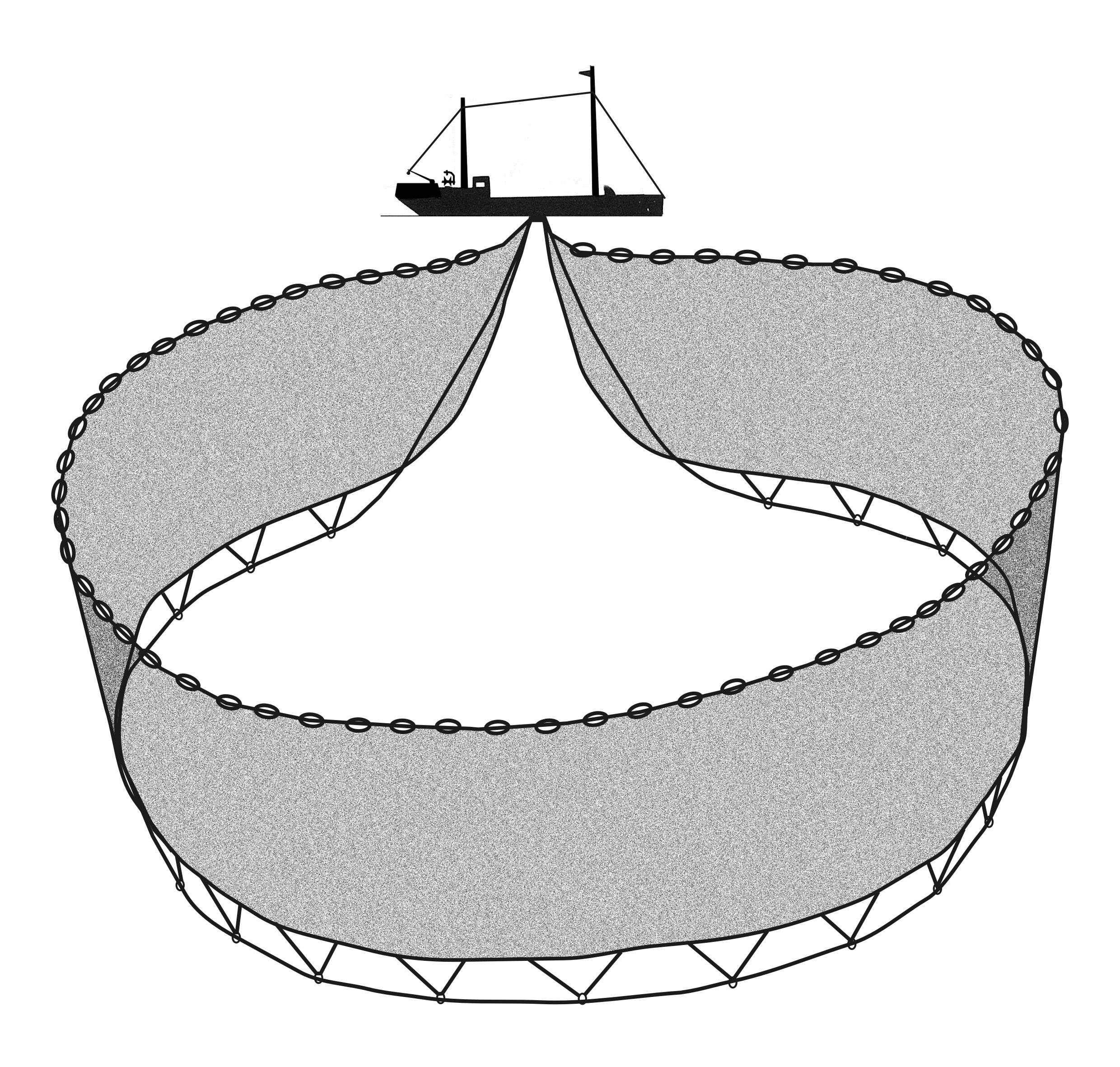
Ringwade

Als Ringwaden werden Netze zum Fischfang bezeichnet, die in der Hochseefischerei bis 2000 m lang sein können und bis in eine Tiefe von 200 m reichen. Sie werden weltweit zum Fang wertvoller Speisefische, insbesondere beim Thunfischfang, aber auch zum Fang von Sardinen, Heringen und Makrelen eingesetzt. Die Ringwade wird dabei ringförmig um einen Fischschwarm ausgelegt. Anschließend wird das Netz mit der an der Unterleine befindlichen Schnürleine zugezogen, so dass die Fische völlig vom Netz eingeschlossen sind.
Ringwadennetze erlauben eine vergleichsweise selektive und umweltschonende Fischfangmethode. Auch reduzieren die im unteren Bereich kleinen Maschenweiten Haut- und Kiemenverletzungen des Fangs.
Es besteht jedoch eine spezifische Gefahr insbesondere für Delfine, die oft mit Thunfischschwärmen kohabitieren (vergesellschaftet sind).

## Umwelt

### Einfluss auf den Meeresboden
Verglichen mit Grundschleppnetzfischereien oder Baumkurren haben Ringwadennetze kaum negative Auswirkungen auf den Meeresboden und die darauf lebenden Organismen.

### Selektivität und Beifang
Mit Ringwadennetzen lassen sich einzelne Fischschwärme selektiv abfischen. Es wird nicht nach dem Zufallsprinzip gefischt, wie dies bei Treibnetzen oder in der Shrimp-, Kabeljau- und pelagischen Schleppnetzfischerei der Fall ist. Die Beifangrate (Meeresschildkröten, Haie, Meeressäugetiere, Seevögel sowie Nicht-Zielfischarten) von Ringwadennetzen liegt nach Angaben der FAO bei etwa 5 % des Gesamtfangs, was unter der weltweiten Durchschnittsbeifangrate aller Fischereimethoden von 8 % liegt.

### Überfischung
Da mit Ringwadennetzen einzelne Fischschwärme fast vollständig dem Ökosystem entnommen werden, können sie die Reproduktionsfähigkeit stark befischter Arten gefährden. So erließ die EU am 11. Juni 2007 die Verordnung (EG) Nr. 41/2007 für die Erhaltung der Thunfischbestände des Atlantiks, mit der unter anderem der Einsatz von Ringwadennetzen beim Fang von Rotem Thun im Ostatlantik in der Zeit vom 1. Juli bis 31. Dezember 2007 verboten wurde.
Im Juni 2008 verbot die EU wegen massiver Verstöße gegen die internationalen vereinbarten Regeln zur nachhaltigen Bewirtschaftung der Bestände des Roten Thuns frühzeitig den Einsatz von Ringwadennetzen bei der Jagd auf diesen Fisch im Mittelmeer und Ostatlantik. Der Fangstopp galt für die Thunfisch-Flotten aus Griechenland, Frankreich, Italien, Zypern, Malta und Spanien. Nach offiziellen Zahlen hatte bis zum Juni 2008 die Hälfte der französischen Flotte noch nichts gefangen, während die andere Hälfte bereits mehr als 90 % der jeweiligen Quote ausgeschöpft hatte, aber alle Schiffe ähnlich aktiv waren. Italienische Ringwadenfänger hatten ihre Quoten sogar schon um 100–240 % überschritten. Außerdem wurden mindestens acht Suchflugzeuge identifiziert, die immer noch mit Ringwadenfängern aus der EU zusammenarbeiteten, um Schwärme von Rotem Thun aufzuspüren, obwohl der Einsatz solcher Flugzeuge illegal ist.
Umweltorganisationen bezweifeln die Wirksamkeit der Maßnahme. Bereits kurz nach dem Fangverbot wurden italienische Ringwadenfänger auf Fangfahrt sowie weiterhin mit den Fischern kooperierende Suchflugzeuge entdeckt.

## Sonderfall tropischer Ostpazifik
Im tropischen Ostpazifik sind insbesondere Gelbflossenthunfischschwärme (Thunnus albacares) mit Schlank- und Spinnerdelfinschulen vergesellschaftet. Unter einer an der Wasseroberfläche schwimmenden Delfinschule hält sich in bis zu 150 m Tiefe mit großer Wahrscheinlichkeit ein Thunfischschwarm auf. Dieses biologische Phänomen ist bis heute rätselhaft und tritt nur in dieser Meeresregion auf. Beim Thunfischfang halten die Fischer mit Hubschraubern oder von Schnellbooten aus gezielt nach Delfinschulen Ausschau, jagen sie und kreisen sie dann mit dem Ringwadennetz ein, um den darunter schwimmenden Thunfischschwarm abzufischen.

### Einsatz von Ringwaden bis Anfang 1990
Durch die gezielte Jagd auf Delfinschulen beim Thunfischfang im tropischen Ostpazifik sollen nach Angaben des US-amerikanischen Earth Island Institute (EII) im Zeitraum der späten 1950er Jahre bis Anfang der 1990er Jahre mehr als 7 Millionen Delfine getötet worden sein. Das EII bezeichnet dies als „die größte Massenvernichtung von Meeressäugern in der Geschichte der Menschheit“.

### Maßnahmen zur Reduzierung der Delfin-Beifangrate

#### Durchsetzung der EII-Richtlinien in den USA
Im Jahr 1986 lancierte das EII eine US-weite Kampagne gegen die Ringwadennetzfischerei im tropischen Ostpazifik. Daraufhin ging der Absatz von Dosenthunfischware in den USA derart stark zurück, dass sich große Thunfischimporteure wie Star Kist, Bumblebee oder Chicken of the Sea im Jahr 1990 gezwungen sahen, vom EII aufgestellte Richtlinien für delfinsicher gefangenen Thunfisch zu akzeptieren. Die US-Thunfischimporteure verpflichteten sich, keinen Thunfisch mehr einzuführen, der durch Jagen und Umkreisen von Delfinschulen mit Ringwadennetzen gefangen wurde. Im gleichen Jahr verschärfte der US-Kongress den seit 1972 bestehenden Marine Mammal Protection Act (MMPA) und legte die Richtlinien des EII für delfinsicher gefangenen Thunfisch als gesetzlichen Standard fest.

#### La Jolla Agreement der IATTC
Die Inter-American Tropical Tuna Commission (IATTC), die für das Fischereimanagement im tropischen Ostpazifik zuständig ist, verabschiedete im Jahr 1992 das La Jolla Agreement, das eine kontinuierliche Reduzierung der Delfinbeifänge durch die Festlegung von erlaubten Sterblichkeitsraten für Delfine vorsieht. Ausgehend von erlaubten 19.500 getöteten Delfinen im Jahr 1993 sank die Quote auf unter 5.000 im Jahr 1999. Mit dem La Jolla Agreement versuchte die IATTC, die scharfen US-Regeln für die Einfuhr von sogenanntem „delfinfreundlich“ gefangenem Thunfisch zu umgehen.

#### AIDCP Dolphin Safe Label
Als Nachfolgeprogramm des La Jolla Agreement begründete die IATTC 2001 das Agreement on the International Dolphin Conservation Program (AIDCP) mit einem eigenen Dolphin Safe-Label. Internationale Naturschutzorganisationen wie das EII lehnen dieses Label als Death Certificate for Dolphins ab, da es eine Delfin-Beifangquote bei der Ringwadennetzfischerei im tropischen Ostpazifik toleriert.
Da es trotz mehrfacher vor Gericht ausgetragener Versuche der US-Regierung unter den Präsidenten Bill Clinton und George W. Bush nicht gelang, den Marine Mammal Protection Act zu ändern, darf mit dem AIDCP-Label ausgezeichnete Dosenthunfischware in den USA nach wie vor nicht verkauft werden.

#### Situation in der Europäischen Union
Im Gegensatz zur Situation in den USA ist die Einfuhr von mit dem AIDCP Dolphin Safe-Label ausgezeichneter Dosenthunfischware aus dem tropischen Ostpazifik in die EU nicht verboten. Am 19. Mai 2003 trat die EU-Verordnung 882/2003 in Kraft, mit der das AIDCP Dolphin Safe-Label innerhalb der EU verankert wurde.
In Deutschland existiert eine Vereinbarung zwischen großen Teilen der Thunfischindustrie und dem EII, unter den Bedingungen der IATTC mit Ringwaden im tropischen Ostpazifik gefangenen Thunfisch nicht zu verarbeiten und einzuführen. Diese Vereinbarung wird von der deutschen Partnerorganisation des EII, der Gesellschaft zur Rettung der Delphine e. V., überwacht. Für die Kontrolle in den übrigen EU-Mitgliedsstaaten ist die vom EII gegründete European Dolphin Safe Monitoring Organisation zuständig.

### Erfolg der Maßnahmen
Nach Angaben der IATTC lag die Delfinbeifangrate der im tropischen Ostpazifik operierenden Ringwadennetzfischereiflotten im Jahr 2006 bei 900 oder etwa 0,01 % der geschätzten Populationsgröße für die betroffenen Delfinarten.
Technisch wird die Reduzierung der Delfin-Beifangrate dadurch erreicht, dass die beim Einsatz der Ringwade mitgefangene Delfinschule nach dem Zusammenschluss des Netzkreises wieder freigelassen wird. Aktuelle wissenschaftliche Untersuchungen der Fischereiabteilung der Wetter- und Ozeanografiebehörde der Vereinigten Staaten, NOAA (National Oceanic and Atmospheric Administration), und des Blue Ocean Institute zeigen, dass sich trotz des Einsatzes dieser alternativen Fangmethode beim Thunfischfang im tropischen Ostpazifik die Schlank- und Spinnerdelfinbestände nicht erholt haben. Die Wissenschaftler führen dies darauf zurück, dass während der Jagd der Ringwadennetzfischer auf die Delfinschulen Delfinmütter von ihren Kälbern getrennt werden; auf sich allein gestellt haben diese Kälber keine Überlebenschance.